# Maria Gawlik
Maria Gawlik z domu Korczykowska (ur. 5 stycznia 1957 w Jaśle) – polska polityk, posłanka na Sejm PRL VIII kadencji.

## Życiorys
Uzyskała wykształcenie średnie zawodowe (technik cukiernik) i została laborantką w Zakładach „Liwocz” w Jaśle. Do Polskiej Zjednoczonej Partii Robotniczej wstąpiła w 1975, była m.in. sekretarzem POP w Zakładach „Liwocz”. Przewodniczyła także kołu Związku Socjalistycznej Młodzieży Polskiej. W latach 1980–1985 sprawowała mandat posła na Sejm PRL VIII kadencji w okręgu Krosno z ramienia PZPR. Pełniła funkcję Sekretarza Sejmu. Zasiadała w Komisji Handlu Wewnętrznego, Drobnej Wytwórczości i Usług, Komisji Rolnictwa i Przemysłu Spożywczego oraz w Komisji Rynku Wewnętrznego, Drobnej Wytwórczości i Usług. Odznaczona Brązową Odznaką im. Janka Krasickiego.